# Anna Turvey
Anna Turvey (Sunderland, Reino Unido, 5 de febrero de 1980) es una deportista británica que compite para Irlanda en ciclismo en las modalidades de pista y ruta. Ganó una medalla de bronce en el Campeonato Europeo de Ciclismo en Pista de 2016, en la prueba de persecución individual.

## Medallero internacional
| Representando a Irlanda |                         |                   |                        |
| Campeonato Europeo      |                         |                   |                        |
| Año                     | Lugar                   | Medalla           | Competición            |
| 2016                    | Saint-Quentin (Francia) | Medalla de bronce | Persecución individual |

## Palmarés
2016
- Campeonato de Irlanda Contrarreloj

2019
- 2.ª en el Campeonato de Irlanda Contrarreloj